# Negaprion
Negaprion es un género de la familia Carcharhinidae, que cuenta con dos  especies conocidas como tiburones limón: el tiburón limón (Negaprion brevirostris) de las Américas, y el tiburón segador  (Negaprion acutidens) del Indo-Pacífico. Su coloración es grisácea con amarillo o limón, son vivíparos, dan a luz cerca de los estuarios donde puedan alcanzar a las aguas dulces, pero desafortunadamente no son especies fluviales, sino de aguas salobres como el tiburón toro (carcharhinus leucas) y el tiburón de hocico grande (carcharhinus altimus)

## Especies
- Tiburón segador, Negaprion acutidens (Rüppell, 1837)
- tiburón limón o limoso, Negaprion brevirostris (Poey, 1868)
- †Negaprion eurybathrodon (Blake, 1862)